# Даріуш Свєрч
Даріуш Свєрч (пол. Dariusz Świercz; 31 травня 1994, Тарновські Гури) — польський шахіст, гросмейстер від 2009 року (наймолодший в історії польський гросмейстер).
Його рейтинг на березень 2020 року — 2649 (103-тє місце у світі, 11-те у США).

## Шахова кар'єра
Чотири рази здобував звання чемпіона Польщі серед юнаків, у роках: 2002 (Колобжег, в категорії до 10 років), 2005 (Колобжег, до 12 років), 2006 (Колобжег, до 12 років) i 2007 (Турава, до 14 років). Крім того, 2003 року здобув у Віслі срібну медаль у групі до 10 років.
Неодноразово представляв Польщу на чемпіонатах світу i Європи, 2004 року здобувши в Ургюпі (Туреччина) бронзову медаль чемпіонату Європи в групі до 10 років. У 2007 році переміг на чемпіонаті Європейського Союзу серед юнаків до 14 років, який відбувся в Муреку, здобув також у Шибенику звання віце-чемпіона Європи у цій віковій категорії. 2008 року поділив 2-ге місце в Маріанських Лазнях (позаду Аллана Расмуссена, разом із Володимиром Сєргєєвим i Властімілом Янсою), а також на меморіалі Акіби Рубінштейна в Поляниці-Здруй (після Олександра Моїсеєнка, разом з Камілом Мітонем). Також записав до свого активу дуже добрий виступ на чемпіонаті Європи в особистому заліку, що проходив у Пловдиві, де здобув 6½ очок у 11 партіях (у всіх тих турнірах виконав гросмейстерські норми). Досягнув також чергового успіху в категорії серед юнаків, здобувши у Вунгтау бронзову медаль чемпіонат світу до 14 років. На межі 2008 i 2009 років поділив 2-ге місце (позаду Гжегожа Гаєвського, разом із зокрема Кацпером Пьоруном, Мацеєм Нуркевичем i Вадимом Шишкіним) на турнірі Cracovia 2008/09, що відбувся в Кракові. 2010 року здобув у Чотовій бронзову медаль чемпіонату світу серед юніорів а також переміг на турнірі Cultural Village Toernooi у Вейк-ан-Зеє. У 2011 році поділив 1-ше місце (разом з Томашем Марковським) на меморіалі Мечислава Найдорфа, що відбувся в Варшаві, крім того 2011 року здобув у Ченнаї звання чемпіона світу серед юніорів до 20 років (як перший поляк в історії у цій віковій категорії). Після повернення додому в інтерв'ю розповів про цей успіх:
|  | Я приїхав до Ченнаї, щоб виграти турнір. Я знав, що це не буде легким завданням, але думав, що якщо я виграв бронзову медаль рік тому, то чому тепер не можу виграти чемпіонат?. Оригінальний текст (пол.) Przybyłem do Chennai po to, aby wygrać турнір. Wiedziałem, że nie będzie to łatwym zadaniem, ale pomyślałem sobie, że jak zdobyłem brązowy medal rok temu, to teraz czemu nie mogę wygrać mistrzostw? |

2012 року здобув у Мариборі золоту медаль чемпіонату світу серед юнаків до 18 років. 2013 року виступив на кубку світу, що відбувся в Тромсе, де в 1-му колі переміг Вадима Звягінцева, але в другому поступився Олександрові Грищуку. У 2014 році здобув у Катовицях бронзову медаль чемпіонату Польщі серед студентів, а також командну золоту медаль чемпіонату світу серед студентів, який відбувся в Катовицях.
Представляв Польщу на командних змаганнях, зокрема:
- на шаховій олімпіаді (2012)[14]
- на командному чемпіонаті Європи (2013)[15],
- на командному чемпіонаті Європи серед юніорів до 18 років (2009); медаліст: разом з командою — срібний (2009)[16].

Найвищий рейтинг Ело дотепер мав станом на 1 березня 2016 року, досягнувши 2665 пунктів.

## Зміни рейтингу
| На цьому місці має відображатися графік чи діаграма, однак з технічних причин його відображення наразі вимкнено. Будь ласка, не видаляйте код, який викликає це повідомлення. Розробники вже працюють для того, щоби відновити штатне функціонування цього графіка або діаграми. | |
| | На цьому місці має відображатися графік чи діаграма, однак з технічних причин його відображення наразі вимкнено. Будь ласка, не видаляйте код, який викликає це повідомлення. Розробники вже працюють для того, щоби відновити штатне функціонування цього графіка або діаграми. |